# Памятник Тадеушу Костюшко (Вавель)

Расположение памятника на плане Вавеля

Памятник Тадеушу Костюшко (пол. Pomnik Tadeusza Kościuszki) — памятник, находящийся в Кракове около Бастиона Владислава IV и западного входа Вавеля. Памятник посвящён деятелю польского освободительного движения Тадеушу Костюшко. Современный памятник является репликой несохранившегося первоначального оригинала.
Памятник Тадеушу Костюшко был создан в 1900 году по совместному проекту скульпторов Леонарда Маркони и Антона Попеля. Памятник был вылит из бронзы на средства Общества имени Тадеушу Костюшко. Австрийское правительство не выдавало разрешение на установку памятника, поэтому памятник первоначально некоторое время находился на фабричном складе в Подгуже, а затем во дворе несколько лет был во дворе пожарной станции на улице Вестерплятте. В 1921 году памятник был установлен около Бастиона Владислава IV в Вавеле.
17 февраля 1940 года памятник был уничтожен немцами. В 1960 году памятник был реконструирован в Германии и был подарен Польше от имени жителей Дрездена. Об этом свидетельствует информационная табличка, которая укреплена на стене Бастиона Владислава IV

«Памятник Тадеушу Костюшко, уничтоженный гитлеровцами в 1940 году и восстановленный общественностью Дрездена в 1960 году»
Оригинальный текст (пол.)« Pomnik Tadeusza Kościuszki zniszczony przez hitlerowców w roku 1940 odbudowało społeczeństwo miasta Drezna w roku 1960»

В 1978 году копия памятника была установлена в Детройте, США.